# Chókwè (stad)
Chókwè of Chokwé is een stad in de Mozambikaanse provincie Gaza. Het is de hoofdplaats van het district Chókwè. Chókwè ligt aan de rivier Limpopo.

## Geschiedenis
De plaats werd gesticht op 6 december 1916 onder de naam Caniçado. Op 19 maart 1960 werd de plaats omgedoopt tot Vila Alferes Chamusca en op 25 april 1964 kreeg het de naam Vila Trigo de Morais, naar de pionier van het Limpopo-project. Op 17 augustus 1971 verkreeg de plaats de status van stad. In maart 1976 werd de naam van de stad veranderd in Chókwè.
In 2000 en 2013 werd de stad getroffen door overstromingen van de Limpopo.

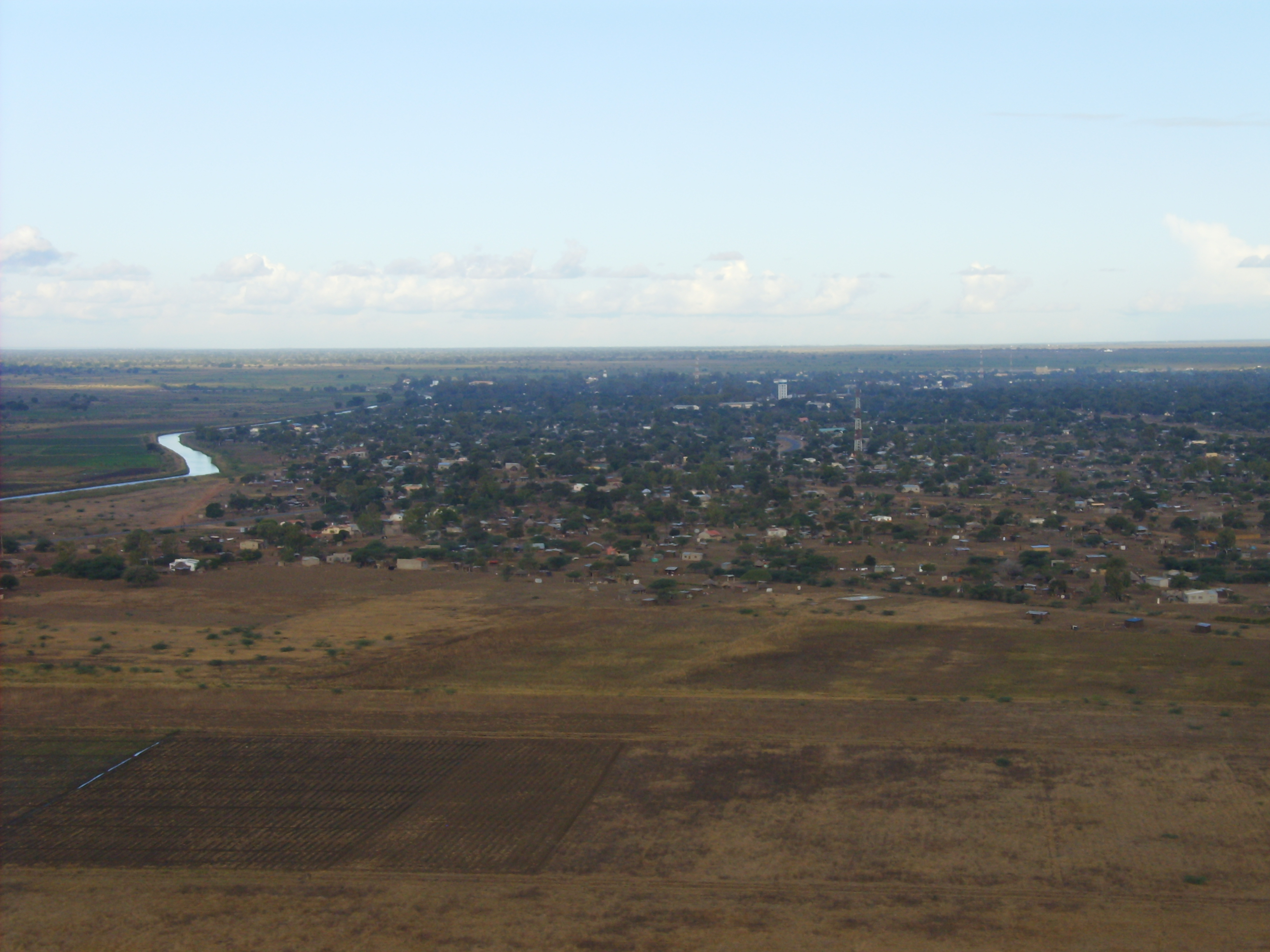
Luchtfoto van Chókwè